# バンクーバーアイランド大学
バンクーバーアイランド大学（英: Vancouver Island University）は、カナダ・ブリティッシュコロンビア州のバンクーバー島東部沿岸に位置する大学。1969年創立のマラスピナカレッジを前身とし、学士・修士課程を持つ総合大学である。メインキャンパスをナナイモに、衛星キャンパスをダンカン・パウエルリバー・パークスビルに構える。当大学は、主にビジネス・水産業・先住民教育・音楽プログラムに力を入れている。

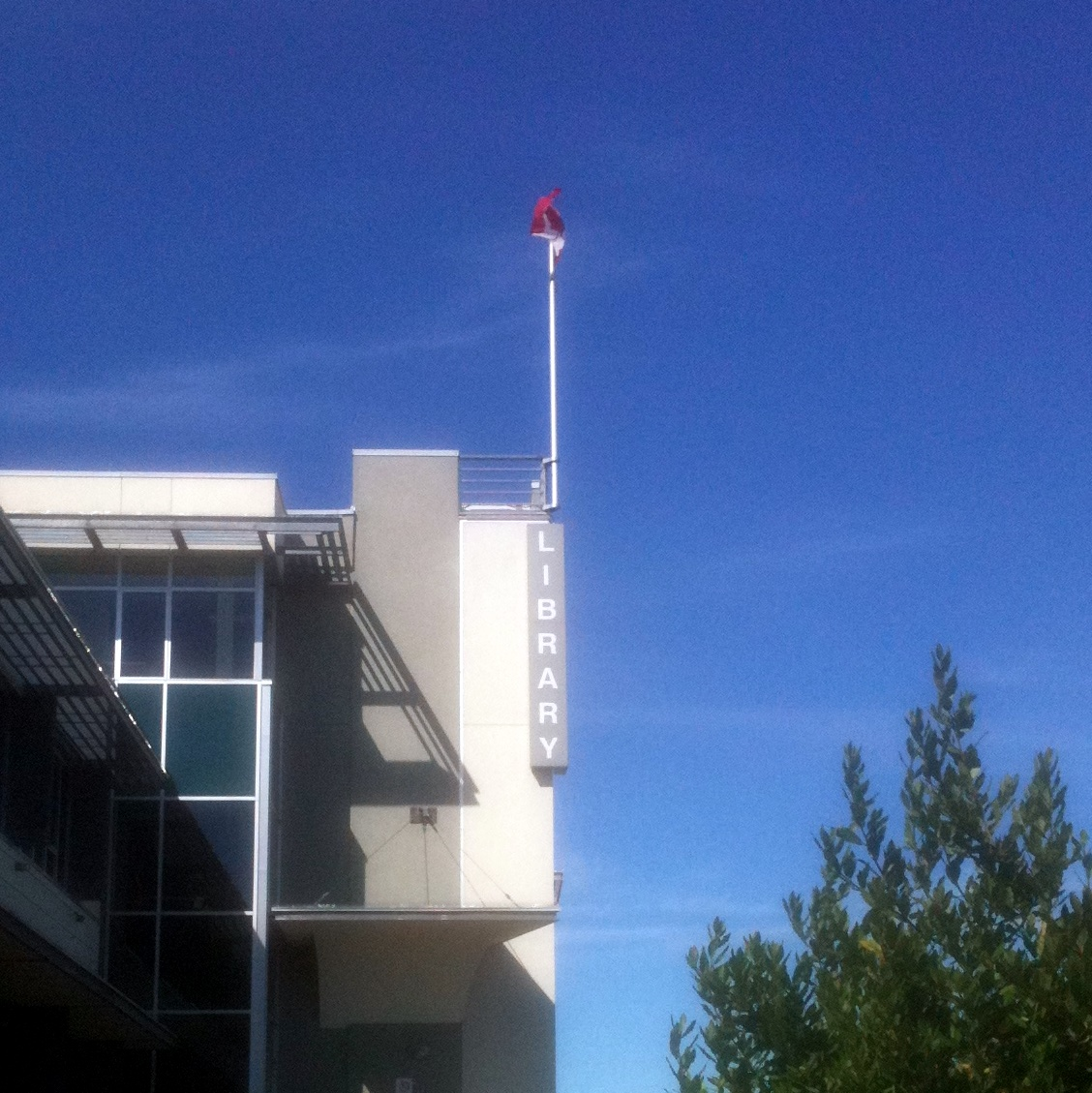
VIU 図書館

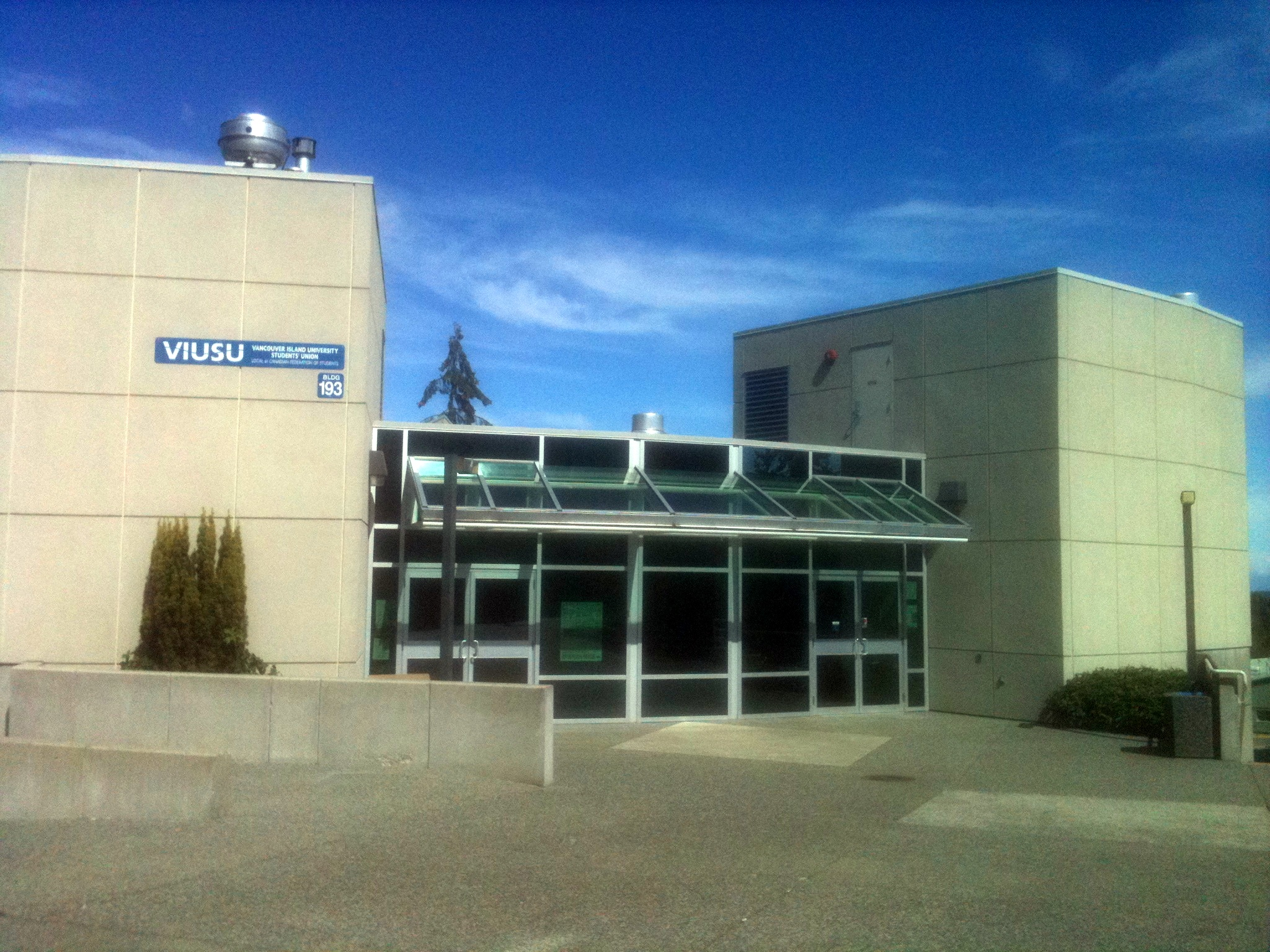
VIU 生協

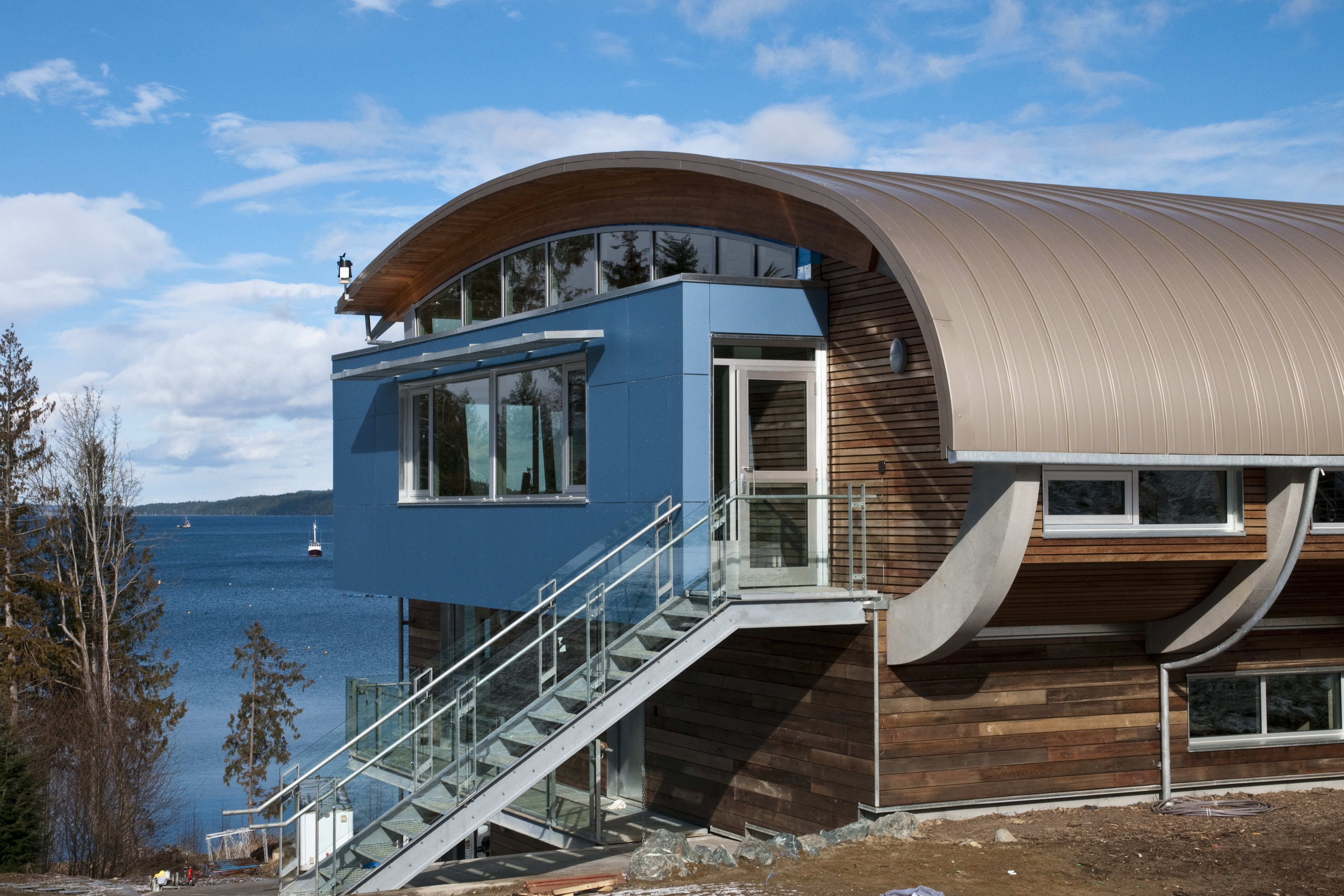
VIU 海洋研究所

留学生数は約1,200人。

## 施設
近年増加傾向にある学生数に便宜をはかる為、多くの増築・改築が行われた。（294人収容の新劇場、改装された図書館・ブックストア・体育館・フィットネスセンター・アート＆音楽スタジオ・科学＆コンピューターラボ・研究所・職業相談所・カフェテリア・学生会館）
メインキャンパスにある新しい図書館では、230,000冊以上の本/雑誌・オンラインリソース・マルチメディアコンピューター施設を提供している。また、キャンパス内の多くの場所で、ワイヤレスインターネットの利用が可能である。
キャンパス内には、400部屋を提供している学生寮（Student Residence Village）がある。近年、キャンパス外にも複数の新しい学生寮が建てられた。
メインキャンパスから徒歩5分圏内には、オリンピックサイズプール・ウォータースライダー・スケート用とアイスホッケー用の屋内スケートリンク・400メートルトラック陸上競技場・サッカー場・野球場・バスケットボール及びビーチバレー屋外コートがある。

## プログラム
バンクーバーアイランド大学は、サティフィケート・ディプロマ・学士・修士課程を多岐の分野に亘って提供している。
- サティフィケート課程
  - Automotive Service Technician
  - Baking
  - Business Management
  - Culinary Arts
  - Dental Assistant
  - Electrician
  - Hairdressing　　等々

- ディプロマ課程
  - Business Administration
  - Child and Youth Care
  - Computing Science
  - Criminology　（犯罪学）
  - Culinary Arts
  - Early Childhood Education and Care　（児童教育）
  - Fisheries and Aquaculture Technology　（水産業）
  - Forest Resources Technology
  - Hospitality Management
  - Music — Jazz Studies
  - Recreation and Sport Management
  - Theatre　（演劇）
  - Tourism Studies　（観光学）
  - Visual Arts　（美術）

- 学士課程
  - Bachelor of Arts
    - Anthropology　（人類学）
    - Biology　（生物学）
    - Business
    - Chemistry　（化学）
    - Child and Youth Care
    - Computer Science
    - Creative Writing
    - Criminology　（犯罪学）
    - Earth Science　（地学）
    - Economics　（経済学）
    - English
    - First Nations Studies　（先住民学）
    - Geography　（地理学）
    - Global Studies
    - Graphic Design
    - History
    - Languages and Culture
    - Liberal Studies
    - Mathematics
    - Media Studies
    - Philosophy
    - Physical Education
    - Political Science
    - Psychology　（心理学）
    - Sociology　（社会学）
    - Women's Studies　（女性学）

  - Bachelor of Business Administration
    - Accounting　（会計学）
    - Economics　（経済学）
    - Financial Services
    - Human Resource Management
    - International Business
    - Management
    - Marketing

  - Bachelor of Education
  - Bachelor of Fine Arts
    - Theatre　（演劇）
    - Visual Art　（美術）

  - Bachelor of Hospitality Management
  - Bachelor of Interior Design
  - Bachelor of Music in Jazz Studies
  - Bachelor of Natural Resource Protection
  - Bachelor of Science
    - Biology　（生物学）
    - Chemistry　（化学）
    - Computer Science－Co-op
    - Earth Science　（地学）
    - Engineering
    - Fisheries and Aquaculture　（水産業）
    - Geography　（地理学）
    - Mathematics
    - Nursing　（看護学）
    - Physics－Transfer
    - Psychology

  - Bachelor of Tourism Management

- 修士課程
  - Master of Business Administration (MBA)
  - Master of Science in International Business (MScIB)
  - Master of Education in Educational Leadership
  - Advanced Diploma in GIS Applications (ADGISA)
  - Post-Degree Diploma in Business Studies
  - Post-Degree Diploma in Fisheries & Aquaculture
  - Post Degree-Diploma in Languages and Culture (Romance Languages)
  - Teacher Professional Upgrading Post Degree Diploma

尚、バンクーバーアイランド大学は、留学生の為のESLプログラムも開講している。
日本人留学生向けのパンフレットも大学のサイトから入手できる。